# 안나 이야기
《안나 이야기》(Dispara!, ¡Dispara!)는 스페인에서 제작된 카를로스 사우라 감독의 1993년 드라마, 스릴러 영화이다. 프란체스카 네리 등이 주연으로 출연하였고 갈리아노 주소 등이 제작에 참여하였다.

## 출연

### 주연
- 프란체스카 네리
- 안토니오 반데라스

### 조연
- 유라리아 레이몬
- 아케로 마냐스

## 기타
- 미술: 라파엘 팔메로